# لودویگ فون موس
لودویگ فون موس (به انگلیسی: Ludwig von Moos) (زاده ۳۱ ژانویه ۱۹۱۰ – درگذشته ۲۶ نوامبر ۱۹۹۰) سیاست‌مدار سوئیسی و از اعضای شورای فدرال سوئیس بود.
لودویگ فون موس دو بار در سال‌های ۱۹۶۴ و ۱۹۶۹ به عنوان رئیس جمهور کنفدراسیون سوئیس انتخاب شد.